# Arolus purulanus
Arolus purulanus är en mångfotingart som beskrevs av Chamberlin 1922. Arolus purulanus ingår i släktet Arolus och familjen Allopocockiidae. Inga underarter finns listade i Catalogue of Life.